# Baudouin Ier de Guînes
Pour les articles homonymes, voir Baudouin Ier.
Baudouin Ier de Guînes, comte de Guînes, est né vers 1038 et mort après 1091. Fils d'Eustache, comte de Guines et de Suzanne de Ghermines (ou de Gramines), il succéda à son père au comté de Guînes avant 1065.

## Biographie
L'histoire donne une idée avantageuse de sa valeur, de son savoir et de la régularité de ses mœurs : il est dit très vaillant, signalé en probité de mœurs, doué d'une prudence et d'une modestie singulières,savant en lettres saintes et très pieux.
Il succède à son père avant 1065, année où il est présent à la cour de Philippe Ier, roi de France, avec le comte de Flandre et autres grands seigneurs, cités dans une charte du roi, expédiée à Corbie, en faveur de l'abbaye d'Hasnon, signée des prélats, comtes et barons présents, dont l'archevêque de Reims Gervais de Belleme, l'évêque de Noyon Baudouin Ier, l'évêque d'Amiens Guy d'Amiens, etc. Sont également présents Eustache II de Boulogne, comte de Boulogne, Gautier comte d'Hesdin, Gautier châtelain de Douai, Robert avoué d'Arras, seigneur de Béthune, Arnould d'Ardres (seigneurs d'Ardres).
En 1070, il prit le parti de Robert le Frison, frère cadet de Baudouin VI de Flandre, contre Richilde de Hainaut et son fils, Arnoul III de Flandre, prétendant au comté de Flandre, dans la guerre pour la Flandre.
En 1071, il participa à la bataille de Cassel et Broqueroies.
En 1079, il fit le pèlerinage de Saint-Jacques-de-Compostelle avec Enguerrand, seigneur de Lillers. Au retour Baudouin, tomba malade, il fut très bien soigné à l'abbaye Saint-Sauveur de Charroux. En récompense, ils offrirent tous deux de créer des monastères attachés à leurs fiefs. De là provient l'origine des abbayes de Saint-Rotrude d'Andres (près de Guînes) et de Ham (près de Lillers). Beaudoin Ier et Adèle Chrétienne, son épouse furent inhumés dans l'abbaye d'Andernes. Cette abbaye fut ruinée par les Anglais en 1347, rétablie ensuite, et totalement détruite en 1544 par les mêmes Anglais.
Baudoin Ier eut une guerre de plume et d'épée contre Arnoul Ier, seigneur d'Ardres, (Seigneurs d'Ardres), rapporte le chroniqueur Lambert d'Ardres. Selon ce dernier, il renonça lorsque Arnoul Ier fit allégeance à Robert II, fils de Robert le Frison, devenu comte de Flandre le 22 février 1071 en tant que vainqueur de la bataille de  Cassel, en l'absence de celui-ci  parti en pèlerinage en Terre-Sainte.
Baudouin meurt vers 1091, sept ans après sa femme. Il est enterré auprès d'elle dans la chapelle de l'abbaye d'Andres.

## Mariage et enfants
Il épousa Adèle Chrétienne de Hollande (° v. 1045 † 1085), fille de Florent Ier de Hollande. Ils eurent pour enfants :
- Gisèle ou Gilette (° v. 1075), épouse vers 1101 Wenemar de Gand (° v. 1070 † 1120) 3e Burgrave de Gand, puis châtelain de Gand, seigneur de Bornhem. Le couple donna naissance notamment à un fils Arnoul de Gand, futur Arnould Ier de Guînes ;
- Adèle ou Alix (° v. 1080 † v. 1142), femme de Geoffroi IV[3], seigneur de Semur en Brionnais, remarqué dans toute la Bourgogne par sa piété. Le mariage est célébré par Geoffroy de Boulogne, évêque de Paris, frère d'Eustache II de Boulogne, et parent d'Adèle. Un des enfants du couple, Geofffroy V, estimé un des plus braves chevaliers de son temps, va revendiquer un momment le comté de Guînes après la mort de son oncle Manassès Ier de Guînes, mais devra s'effacer au profit du futur Arnould Ier de Guînes[4] ;
- Manassès dit Robert (° v. 1075 † 18 décembre 1137), comte de Guînes ;
- Foulques, part en Terre-Sainte, devient Comte de Beyrouth, et fut inhumé en ce lieu ;
- Guy, cité avec ses frères dans des chartes de l'abbaye d'Andres et de l'abbaye Saint-Léonard de Guînes, comte de Forez vers 1105-1115[5],[6], inhumé dans l'abbaye d'Andres auprès de son père[4] ;
- Hugues, archidiacre de Thérouanne. En tant que tel, il souscrit à une donation faite par son frère Manassès à l'abbaye d'Andres en 1097. Puis il quitte l'habit ecclésiastique, prend les armes, est chevalier. Il sera enterré lui aussi à l'abbaye d'Andres[4].

### Sources
- L'art de vérifier les dates des faits historiques, des chartes, des chroniques et autres anciens monuments, depuis la naissance de Notre-Seigneur par Maur-François Dantine, Charles Clémencet, Saint-Allais (Nicolas Viton), Ursin Durand, François Clément.
- Notice historique sur l'état ancien et moderne du Calaisis, de l'Ardresis, et des Pays de Bredenarde et de Langle. Par Pierre Jean M. Collet.
- André Du Chesne, Histoire généalogique des maisons de Guines, d'Ardres, de Gand et de Coucy et de quelques autres familles illustres, Paris, 1632, lire en ligne.